# سترة البحار
سُترة البحّار أو المُضَيَّقة هو معطف خارجي، بشكل عام مصنوع من الصوف الثقيل باللون الكحلي، كان يرتديه في الأصل بحارة من القوات البحرية الأوروبية ثم القوات الأمريكية في وقت لاحق.